# (9103) Komatsubara
(9103) Komatsubara (1996 XW30) – planetoida z pasa głównego asteroid okrążająca Słońce w ciągu 3,19 lat w średniej odległości 2,17 j.a. Odkryta 14 grudnia 1996 roku.